# Casa Morreres de Saverneda
La Casa Morreres de Saverneda és una masia de Soriguera (Pallars Sobirà) inclosa a l'Inventari del Patrimoni Arquitectònic de Catalunya.

## Descripció
Gran i bonica masia situada al fons de la vall, enmig d'ubèrrims prats i conreus, a la riba dreta de la Noguera i pròxima al barranc del Cantó. Integren la masia tota una sèrie d'edificacions construïdes al llarg del temps, algunes d'elles destinades a l'activitat agropecuària i altres habitatges i capella. Aquesta darrera és de planta rectangular amb capçalera a l'est i una petita espadanya a ponent on s'obre un balcó. Adossat a la capella hi ha un edifici també de planta rectangular constituït per planta baixa i dos pisos alts i coberta a dues aigües. La façana, situada en la paret mestre perpendicular al cavall que suporta la coberta, s'orienta a ponent. Al primer pis ocupa tot el llarg de la façana, una terrassa suportada per pilons que formen un porxo a la planta baixa. Als dos pisos superiors s'obren respectivament tres balcons. Una petita construcció de planta baixa i pis uneix l'edifici descrit amb un altre de característiques força similars, encara que la data més antiga, possiblement del segle xvii, amb obertures de dimensions molt més reduïdes (només al primer pis existeixen balcons) i porta principal d'arc de mig punt adovellada. Davant de l'edifici descrit, en primer lloc, hi ha un jardí, al mig del qual s'aixequen una creu i una font, delimitat per un enreixat separat en trams per pilons coronats amb volutes. Masia Saverneda és avui en dia la casa més forta del Pallars, ja que els seus amos han sabut mantenir la riquesa dels temps passats.